# Edgar Moreira da Cunha
Edgar Moreira da Cunha, S.D.V. (21 de agosto de 1953, Riachão do Jacuípe, Bahia), é um bispo católico, bispo da Diocese de Fall River, Massachusetts. Foi o primeiro bispo dos Estados Unidos nascido no Brasil.
Edgar Moreira da Cunha juntou-se à Sociedade das Divinas Vocações em 1975 e graduou-se em Filosofia na Universidade Católica de Salvador e Teologia no Seminário da Imaculada Conceição em Darlington, Nova Jersey, graduando-se Mestre em Divindade. Foi ordenado padre em 27 de março de 1982, na Igreja de São Miguel em Newark, através do Bispo Joseph Abel Francis, bispo auxiliar da Arquidiocese de Newark. Após sua ordenação, Padre da Cunha serviu como vigário da St. Michael Church, e como diretor vocacional para sua Congregação. Em 1983, foi transferido para a Paróquia de São Nicolau em Palisades Park, onde serviu como vigário paroquial e vice-superior da comunidade local, além da promoção de vocações.
Também serviu no conselho da Eastern Religious Vocations Directors Association. Em 1987, foi nomeado pároco da St. Nicholas Parish. Em 1992, foi eleito secretário do Council of the Vocationist Delegation nos Estados Unidos. De 1994 a 2000, Padre Edgar serviu como mestre de noviços e diretor do Vocationary, a casa de formação da S.D.V. em Florham Park.
Padre Edgar foi nomeado bispo titular de Ucres e bispo auxiliar para a Arquidiocese de Newark em 27 de junho de 2003. Recebeu a ordenação episcopal em 3 de setembro de 2003, na Catedral Basílica do Sagrado Coração, por Dom John Joseph Myers, arcebispo de Newark. Os consagrantes foram Dom Nicholas Anthony DiMarzio, bispo de Brooklyn, e Dom Arthur Joseph Serratelli, bispo auxiliar de Newark.
Na Arquidiocese de Newark, Bispo da Cunha foi nomeado bispo regional para o Condado de Essex em 15 de outubro de 2003 e Vigário para Evangelização em 4 de maio de 2005. Foi nomeado Vigário Geral da Arquidiocese em 6 de junho de 2013.
Bispo Moreira da Cunha, em 3 de julho de 2014, foi apontado pelo Papa Francisco como o oitavo bispo da Diocese de Fall River. Foi instalado em 24 de setembro de 2014, na Catedral da Assunção de Maria, pelo Cardeal Sean O’Malley, arcebispo de Boston, e Arcebispo Carlo Maria Viganò, Núncio Apostólico nos Estados Unidos. Dom Edgar Moreira da Cunha sagrou o bispo José Ionilton Lisboa de Oliveira, S.D.V., em 2017.

Em maio de 2019, Cunha suspendeu do ministério o Reverendo Bruce Neylon, pároco da Paróquia da Santíssima Trindade em Fall River. A diocese havia recebido acusações críveis de que Neylon havia abusado sexualmente de uma menor durante a década de 1980. Em 7 de janeiro de 2021, a diocese divulgou uma lista de 75 padres que haviam sido acusados de forma crível ou publicamente acusados de abuso sexual de menores e adultos vulneráveis. Naquela época, Da Cunha fez a seguinte declaração:
Como vosso bispo, lamento profunda e profundamente os abusos perpetrados pelos padres desta diocese e comprometi-me novamente a fazer tudo o que estiver ao meu alcance para garantir que isto nunca mais aconteça”.